# Capuronianthus
Capuronianthus es  un género botánico de árboles con 2 especies descritas y  aceptadas, pertenecientes a la familia Meliaceae.

## Taxonomía
El género fue descrito por Jean-François Leroy y publicado en Comptes Rendus Hebdomadaires des Séances de l'Académie des Sciences 247: 1374. 1958. La especie tipo es: Capuronianthus mahafalensis J.-F.Leroy	

## Especies aceptadas
A continuación se brinda un listado de las especies del género Capuronianthus aceptadas hasta enero de 2013, ordenadas alfabéticamente. Para cada una se indica el nombre binomial seguido del autor, abreviado según las convenciones y usos.
- Capuronianthus mahafalensis J.-F.Leroy
- Capuronianthus vohemarensis J.-F.Leroy